# Kij bojowy
Kij bojowy – najprostsza odmiana broni drzewcowej różnej długości (od kilku cm do 2,5 metra) i kształtu (np. bumerang). Nie posiada grotu. Końce naturalne lub specjalnie dla celów walki spreparowane (zaostrzone, pogrubione lub okute metalem czy gwoździami).
Kij był chętnie wykorzystywany jako broń przez ludność cywilną, wędrowców, mnichów, a nawet przez straże miejskie – szczególnie w sytuacjach, gdy użycie broni ostrej było niewskazane lub zabronione.
W Polsce oprócz nazwy: kij bojowy funkcjonuje też nazwa drąg. Uzbrojonych w kije/drągi powstańców w powstaniu styczniowym nazywano drągalierami. 
Za kij w funkcji broni, można by również uznać prymitywny rodzaj łuku (wykorzystanie sprężystości materiałowej drewna), a także brzechwę prymitywnej strzały.
Ta najprostsza, i zapewne jedna z najstarszych broni, jaką jest kij lub pałka, została uwieczniona w wielu bajkach, legendach i mitach, szczególnie jako narzędzie walki, którym posługują się ich bohaterowie o plebejskim pochodzeniu, np.:
- "kije-samobije" (z bajki braci Grimm)
- podstawowa broń członków leśnej drużyny Robin Hooda (łuki i pałki – zobacz: quarterstaff)
- "pałycia" - broń bohaterów (bajkowych herosów z bajek ludowych  Ukrainy, Rosji, Białorusi), wykorzystywana również w technikach sztuk hopak bojowy, spas, użyty przez oblężonych przez Polaków mieszkańców ukraińskiego miasta Winnica.
- "Cudowna Żerdź", broń Króla Małp (Wu Cheng’en Małpi bunt, Wędrówka na Zachód, arcydzieła klasycznej beletrystyki chińskiej)

Szczególnie wysoką rangę jako broń uzyskał kij w systemach Shaolin Kung Fu i innych chińskich Wu Shu. Jest w nich uznawany za jedną z czterech podstawowych broni i nazywany ojcem wszelakiej broni.
Poniższa tabelka jest zestawieniem różnych sztuk (sportów) walki, w których kij (jeden lub więcej) jest wykorzystywany jako broń podstawowa:
| Pochodzenie lub miejsce występowania          | Nazwa sztuki (sportu) walki                            | Nazwa (rodzaj) kija                         | Charakterystyka broni                                                                                               |
| --------------------------------------------- | ------------------------------------------------------ | ------------------------------------------- | --- |
| Afryka Płd.                                   | zuluska walka na kije                                  | ?                                           | dwa długie kije, z których jeden służy do obrony, a drugi do atakowania                                             |
| Afryka, Australia                             | ?                                                      | bumerang                                    | kij o sierpowatym (z reguły) kształcie                                                                              |
| Anglia                                        | quarterstaff                                           | ?                                           | dł. do 2 m, średnica 2,8-3,2 cm                                                                                     |
| Chiny                                         | różne style wushu                                      | Gun                                         | długie i krótkie kije                                                                                               |
| Filipiny                                      | arnis, Balintawak, kali, escrima, estocada, doce pares | muton, baston, olisi                        | kije ratanowe o różnej długości (co do zasady ok. 66cm, 2,5 cm średnicy), jeden lub dwa                             |
| Francja                                       | savate                                                 | ?                                           | ? |
| Francja                                       | grand canne                                            | ?                                           | kij dł. ok. 120 cm                                                                                                  |
| Japonia                                       | jo-jutsu (Jōdō), aikido (aikijo)                       | Jō                                          | kij dł. 128 cm, średnica 2,4 cm                                                                                     |
| Japonia                                       | bo-jutsu                                               | Bō                                          | kij dł. do 2 m, średnica 2,8-3,2 cm                                                                                 |
| Japonia                                       | karate-do (niektóre szkoły)                            | tonfa                                       | kij o dł. zbliżonej do przedramienia, posiadający w pobliżu jednego z końców poprzeczny uchwyt do trzymania w dłoni |
| Japonia, Chiny – ale zapewne na całym świecie | karate-do (niektóre szkoły)                            | nunchaku, san jie gun (sam tsin kuan), cepy | dwa lub więcej kawałków kija, elastycznie między sobą połączonych (linką, rzemieniem lub metalowymi ogniwami)       |
| Korea                                         | shim gum do                                            | jang bong, dang bong                        | długi kij, krótki kij                                                                                               |
| Polska                                        | tzw. polska historyczna szkoła szermiercza             | palcat                                      | kij o długości do 1m. często z koszem                                                                               |
| zapewne na całym świecie                      | różne nazwy lub nawet bez nazwy                        | pałka drewniana                             | różnej długości i grubości, o końcach jednakowo grubych                                                             |
| zapewne na całym świecie                      | różne nazwy lub nawet bez nazwy                        | maczuga                                     | różnej długości i grubości o końcach różnej grubości                                                                |